# 鹿志村聡
鹿志村 聡（かしむら さとし）は、スペルバウンドの代表取締役、音響監督。
以前は日本の映像制作会社および芸能事務所であった株式会社ラムズの代表取締役。男性。茨城県出身。

## 略歴
元「ラムズ」代表取締役。当初は番組制作の下請けを主体としていたが、その後声優のタレントプロダクション業務を開始。最盛期には年商6億5000万円をあげていたが、所属タレントの相次ぐ独立などで経営が悪化し、2013年に倒産した。同年にスペルバウンドを設立し、事業を継続している。
アニメの音響監督としても活動している。

## 作品

### テレビアニメ
- HANOKA〜葉ノ香〜（企画・エグゼクティブプロデューサー）
- 猫のダヤン（音響監督）
- ナルどマ（音響監督）
- きょーふ!ゾンビ猫（音響監督）
- ハッピージョージ（音響監督）
- タマ&フレンズ 〜うちのタマ知りませんか?〜（音響監督）
- ぶっぷな毎日（音響監督）
- 猫のロブ（音響監督）
- GETUP! GETLIVE! ＃げらげら（アニメーションプロデューサー）

### 舞台
- 陸の界賊〜オカノカイゾク〜（エグゼクティブプロデューサー）
- アテレコテレコ〜声だけ仲良し〜（宣伝プロデューサー[4]）

## 出演

### ラジオ
- 菜の花すみれと木谷高明のサタデーナイトメインイベント（第31回[5]）
- 羽衣と社長のノープランノーカットラジオ（2008年8月 - 2009年3月）※不定期更新

### イベント
- 社長と誰かのトークショー

### その他
- VOICHA! Vol.8（お仕事訪問）